# سعید احمد عبد الله
سعید احمد عبد الله (انگلیسی: Saeed Ahmed Abdulla؛ زادهٔ ۱۷ ژانویهٔ ۱۹۹۴) یک بازیکن فوتبال است.